# エイリアントリロジー
『エイリアントリロジー』（Alien Trilogy）は、1996年にアクレイムジャパンからプレイステーション、セガサターンでリリースされたファーストパーソン・シューティングゲームである。海外では同年にPC-DOS版もリリースされており、2000年には、続編となる『Alien Resurrection』がプレイステーションでリリースされているが、日本国内では未発売。 

## 概要
映画『エイリアン』三部作を題材にしたゲーム。プレイヤーはエレン・リプリー（容姿はエイリアン3がモデル）となって、エイリアンが発生した惑星で、エイリアンと戦いつつ、様々なミッションを遂行していく。
ゲームは3つの舞台（セクション）があり、コロニー、刑務所、宇宙船の順に攻略していく。セクションはそれぞれいくつかのレベルで構成されており、各レベルには様々なミッションが用意されている。ミッションは完璧に遂行する必要は無く、ノルマが設定されており、ある程度完了した状態で、出口を発見し、乗り込めばクリアとなる。尚、ノルマが達成されていなかった場合は、再びそのレベルの最初からやり直しになってしまう。コンティニューはセーブ又はパスワードの二つがある。
機種ごとに内容は若干異なっており（登場アイテムやデモ画面など）、またPC版はマルチプレイにも対応している。

## 武器
ピストル
最初から装備している武器。連射が可能だが、威力は低い。フェイスハガーに有効。弾薬が無い状態でも撃つ事は可能だが、その場合、一発撃つ毎に自動的にリロードする動作を行うため、連射は出来なくなる。
ショットガン
序盤では主力となる武器。威力はそこそこあり、障害物となるドラム缶を破壊したり、ウォリアーなど成長したエイリアンを相手にするには必須。
火炎放射器
威力は高く、中距離まで届く炎を浴びせる。
パルスガン
弾をマシンガンの様に発射する武器。威力は高い。サブウェポンとしてロケット弾を発射する事も出来る。
スマートガン
パルスガンの強化版の様なもの。原作同様、追尾能力を持ち、威力は非常に高く、ドッグエイリアンアダルトなど強力な敵に有効。
ニトロ、ロケット弾
手榴弾。雑魚敵なら死体が残らず、一撃で倒す事が出来る威力を持つ。特定の壁を破壊するのにも必要な武器。ニトロは装備している武器とは別に使用可能で、射程は短いが、連続で投げることができる。ロケット弾はパルスガン装備時のみ使え、発射スピードが速く、射程が長いのが特徴。

## アイテム
救急箱
体力を回復するアイテム。数種類あり、体力を少し回復するものや、全快し一定時間無敵になるもの、等がある。
アドレナリンバースト
体力が全回復する上、一気に体力値を200まで上昇させるアイテム。
アーマー
防御力を上げ、エイリアンの体液を防ぐアイテム。2種類ある。
アシッドブーツ
一定時間エイリアンの死体や、酸溜まりの上を移動してもダメージを受けなくなる。
オートマップ
入手するとそのレベルのマップの全てが表示される。
ショルダーランプ、ナイトビジョン
一定時間暗い場所もよく見えるようになる。ナイトビジョンの方がランプよりも性能が高い。セガサターン版には登場しない。

## 敵キャラクター
人間の敵も多数登場するが、エイリアンと引き合わせても戦い始めるといった事は無い。
宿主（INFECTED HUMAN）
エイリアンに寄生され、繭と化した人間。壁に固められており悲痛な声を上げるだけだが、殺さずに近付いた状態で放っておくと、胸からチェストバスターが誕生してしまう。中には何故かオートマップといった貴重なアイテムを出すものもいる。
セキュリティーガード（SECURITY GUARD）
コロニーの警備兵。エイリアンに寄生され自我を失っており、ピストルで攻撃してくる。倒すとピストル用弾薬を落とす。セクション1のみ登場する。
アンドロイド（SYNTHETIC）
頭脳回路が暴走した長身の人造人間。スマートガンを装備している。倒すとスマートガンを落とす。
ソルジャー（SOLDIER）
エイリアンの兵器利用を企む「カンパニー」からリプリーを抹殺する為に派遣された兵士。スキンヘッドでゴーグル、戦闘服を着用し、パルスガンを装備している。倒すとパルスガン用弾薬を落とす。セクション2のみ登場する。
エイリアンハンドラー（ALIEN HANDLER）
「エイリアン対酸防護服」なる装甲服を身にまとった兵士（エイリアン3のラストに登場したウェイランド社の兵士に酷似している）。パルスガンを装備している。セクション2から登場し、セクション3ではロケット弾を手榴弾のように直接投げつけてくる事もある。倒すとパルスガン用弾薬またはロケット弾を落とす。

### エイリアン
エイリアン系と戦う場合、攻撃時に返り血を浴びるとダメージを受けるのでなるべく離れて戦うのが基本である。また、死体も踏んでしまうと酸の血液によりダメージを受けるので同様に注意する必要がある。
フェイスハガー（FACE HUGGER）
蜘蛛の様な姿をしたエイリアンの幼虫。強くは無いが、小さい上、素早いので見失いやすい。顔に張り付いて攻撃してくる。
チェストバスター（CHEST BURSTER）
犠牲者の体内から誕生したエイリアンの幼体。フェイスハガーよりはやや頑丈。冷凍睡眠装置の中に潜んでいる事もある。
ウォリアー（WARRIOR）
序盤から頻繁に出現するエイリアンの成体。素早い動きで接近し、引っ掻いて攻撃してくる。天井に張り付いて移動しているタイプもいるが、追ってくるだけで何もしてこない。
ドッグエイリアン（DOG ALIEN）
セクション2から登場する犬型エイリアン。まだ成長段階で、動きは鈍く、四足歩行で接近してくる。
ドッグエイリアンアダルト（DOG ALIEN ADULT）
ドッグエイリアンが成長した姿。攻撃パターンはウォリアーと同じだが、耐久力は非常に高く、雑魚エイリアンの中では最も手強い存在。
クイーン（QUEEN）
エイリアンの女王。各セクションの最後のレベルに登場するボス。最初は産卵管と繋がっているが、ダメージを与えると切り離し、引っ掻いて攻撃してくる。
エッグチェンバー（EGG CHAMBER）
エイリアンの卵。近づくとフェイスハガーが飛び出してくる。